# Distretto di Kanoashi
Il distretto di Kanoashi (鹿足郡, Kanoashi-gun?) è uno dei distretti della prefettura di Shimane, in Giappone.
Attualmente fanno parte del distretto i comuni di Tsuwano e Yoshika.
| Controllo di autorità | VIAF (EN) 260812468 · NDL (EN, JA) 00394713 |